# 599755 Alcarràs
599755 Alcarràs è un asteroide della fascia principale. Scoperto nel 2010, presenta un'orbita caratterizzata da un semiasse maggiore pari a 3,1603828 au e da un'eccentricità di 0,1089639, inclinata di 12,43622° rispetto all'eclittica.